# Macronemurus nuncius
Macronemurus nuncius är en insektsart som beskrevs av Navás 1913. Macronemurus nuncius ingår i släktet Macronemurus och familjen myrlejonsländor. Inga underarter finns listade i Catalogue of Life.